# Chalcosyrphus nigricans
Chalcosyrphus nigricans är en tvåvingeart som först beskrevs av Tokuichi Shiraki 1968.  Chalcosyrphus nigricans ingår i släktet mulmblomflugor, och familjen blomflugor. Inga underarter finns listade i Catalogue of Life.